# Amarante FC
El Amarante FC es un equipo de fútbol de Portugal que juega en la terceira Liga, la tercera división en el país.

## Historia
Fue fundado en el año 1923 en la ciudad de Amarante, en el distrito de Oporto y está afiliado a la Asociación de Fútbol de Oporto y ha competido en la Copa de Oporto y en la Copa de Portugal en varias ocasiones e inició en los torneos de Portugal en 1967.

## Palmarés
- III Divisão: 3

1984/85, 2007/08, 2010/11, 2016/17
- Campeonato Regional de Oporto: 2

1963/64, 2005/06

## Jugadores

### Jugadores destacados
| - Jefferson Lucas Azevedo dos Santos - Nando Maria Neves - António Amaral - António Caldas | - Ricardo Carvalho - Tiago Cintra - Nuno Gomes - Diogo Lamelas | - Attila Ladinsky - Renato Queirós - António Taí - Delfim Teixeira |